# Загальнодержавна автоматизована система
Загальнодержавна автоматизована система збору та обробки інформації (ЗДАС, рос. Общегосударственная Автоматизированная Система, ОГАС) — проєкт системи автоматизованого управління економікою СРСР, що передбачав створення ряду обчислювальних центрів по всьому Радянському Союзу та поєднання їх в одну мережу. Ініціатором і головним розробником проєкту був Віктор Глушков, який одночасно здійснював його просування, переконуючи радянську владу в його доцільності. Ні до кінця життя Глушкова, ні до кінця існування СРСР проєкт так і не був здійснений через відмову радянського керівництва профінансувати його повною мірою, хоча все ж низку обчислювальних центрів було побудовано в рамках автоматизації тодішніх об'єктів економіки (установ, заводів і т. ін.). В. М. Глушков розрахував, що використання ЗДАС протягом 15 років коштуватиме близько 20 млрд рублів. Але за ці ж роки ЗДАС приніс би країні більш як 100 млрд рублів прибутку.

## Історія проєкту
На початку 60-х ідея збирання та обробки інформації зі значних відстаней вже була не новою як в СРСР, так і за кордоном. Частково були відпрацьовані технології передачі такої інформації через радіозв'язок. Наприклад, на початку 60-х машина, встановлена на атлантичному дослідному судні, передавала дані по радіо напряму в Київ. Існували електронно-обчислювальні машини, спроможні обробляти дані, до створення яких прямий стосунок мав сам Глушков. У 1962 році він заснував Інститут кібернетики УРСР, який займався проєктуванням електронно-обчислювальних машин і розробкою для них відповідного математичного, алгоритмічного та програмного забезпечення.
Робота над проєктом розпочалася 1962 році, а в 1964 році вже був готовий перший ескізний проєкт в розробці, зокрема, Віктора Глушкова, Володимира Михалевича та Андрія Нікітіна. Спочатку він називався ЕГСВЦ (рос. Единая государственная сеть вычислительных центров). Систему розробляли з погляду планової економіки, і його основною метою було покращити ефективність управління через автоматизацію збору даних та їх автоматичну математичну обробку. Ряд економістів, які були прихильниками саморегуляції економіки шляхом збільшення ролі ринкових відносин, виступали проти цього. Боячись збільшення централізації влади в СРСР, проєкт системи отримав критику і з боку країн Західного світу.
Глушков до кінця життя намагався проштовхнути початкові ідеї ЗДАС, в ряді років йому вдавалося заручитися підтримкою керівництва Союзу і включати, хоч і в обрізаному вигляді, реалізацію ЗДАС у п'ятилітні плани. Зіткнувшись із критикою та неможливістю отримати повне фінансування, Глушков переглянув проєкт, пропонуючи автоматизацію окремих галузей та міністерств з перспективою їхнього об'єднання в майбутньому. На той час автоматизовані системи управління підприємством впроваджувались, проте не були поєднані в одне ціле. Зокрема, проєктом зацікавилися оборонні міністерства Союзу, від яких було отримано кілька замовлень. Програмне забезпечення, яке було напрацьоване в рамках автоматизації деяких галузей економіки, використовувалося до 1990 року. Через перехід економіки на ринкові відносини воно втратило актуальність.